# Концерт (Караваджо)
Концерт (італ. Concerto) — ранішній твір художника Мікеланджело да Караваджо. Зберігається в Метрополітен-музеї, Нью-йорк.

## Історія
Один з перших меценатів молодого Караваджо — кардинал Франческо дель Монте. В палаці кардинала відбувались свята і вечірки друзів, коли читали вірші, співали і запрошували музикантів. У хазяїна виникла думка оздобити один з кабінетів картинами на теми музики. Так молодий художник з оточення кардинала отримав замовлення на дві картини.

## Концерт
Музична тема — не релігійна картина, тому не мала канону, що і як робити. Світське зображення мизикантів ще пробивало собі шлях в мистецтві, свідоцтвом якого був Концерт (Роберті), але навряд чи його бачив Караваджо.
Не було конкретних вимог і від кардинала. Італійські художники часто давали янголів з музичними інструментами на вівтарних образах, але палацова зала — не собор. І Караваджо згадав про репетиції концертів, що відбувались в палаці напередодні свят.
Чотири юнака в умовно-театральних костюмах сидять і готуються до репетиції. Один уважно вдивляється в ноти, другий підтягує струни лютні, третій зголоднів і зрива виноград. Коли все було намальоване, Караваджо додав до картини ще й свій автопортрет.
Назва картини умовна, але багатозначна. Її називали і панно «Музика», і «Музиканти», і «Концерт». Хоча швидше за все це репетиція. Театральне вбрання юнаків лише відривало полотно від буденності, а простенький мотив репетиції ставав трохи святковим. Краси картині додавали і гармонійні фарби, і композиція. В пару до «Концерту» Караваджо намалював ще й «Юнака з лютнею». Остання здавалась цікавішою глядачам, і художник зробив ще дві авторські копії.